# Charini
Die Charini (auch Chariner oder Charinner) waren ein Teilstamm der Vandilii (Vandalen), ein ostgermanisches Volk mit Siedlungsgebiet an der oberen Oder und Schlesien. Die Charini sind lediglich bei Plinius (Naturalis historia 4,14,99) namentlich belegt.

„Germanorum genera quinqué: Vandili, quorum pars Burgodiones, Varini, Charini, Gutones.“

„Es gibt fünf Hauptstämme der Germanen: Die Vandiler, zu denen die Burgodionen, Variner, Chariner und Gutonen gehören.“

Der Name (Ethnonym) ist aus einem Stamm germanisch *harja- =  „Heer“ gebildet, wie die vergleichbaren Formen gotisch harjis, altnordisch herr und  *harja- „Krieger, Heergenosse“ zeigen. Unklar ist die Situation der Ableitung des Suffixes, ob mit Adolf Bach von einem Suffix -Una- auszugehen ist oder mit Wolfgang Meid eher mit einem -na- Suffix zu rechnen ist. Günter Neumann merkt dazu an, dass bei Meids Ansatz analog zum altnordischen Odins-Beinamen Herjann  bei  -na- *Chariani zu erwarten wäre. 
Des Weiteren könnte die Grundbedeutung der Charini stärker mit dem Ethnonym der Harier  bei Tacitus (Germania 43) verbunden sein. Bach geht von seiner Suffixableitung als einer „Erweiterung des Völkernamens“ [i. e. Harier] zu der Form Charini aus und Meid geht vom Appellativ *harja- mit der Bedeutung  „Angehörige des Heeres“ aus. Beides hält Neumann für unentscheidbar, zumal der Völkername Harii formal mit dem Appellativ identisch war.